# جفرسون جانکشن (ویسکانسین)
جفرسون جانکشن (به انگلیسی: Jefferson Junction) یک منطقهٔ مسکونی در ایالات متحده آمریکا است که در شهرستان جفرسون، ویسکانسین واقع شده‌است. جفرسون جانکشن ۲۴۸٫۱۱ متر بالاتر از سطح دریا واقع شده‌است.